# Лащ-Таябинське сільське поселення
Лащ-Таяби́нське сільське поселення (рос. Лащ-Таябинское сельское поселение) — муніципальне утворення у складі Яльчицького району Чувашії, Росія. Адміністративний центр — село Лащ-Таяба.

## Населення
Населення — 2010 осіб (2019, 2530 у 2010, 3138 у 2002).

## Склад
До складу поселення входять такі населені пункти:
| Населений пункт            | Населення, осіб (2002) | Населення, осіб (2010) |
| -------------------------- | ---------------------- | ---------------------- |
| Адіково, селище            | 24                     | 17                     |
| Лащ-Таяба, село            | 1015                   | 845                    |
| Нове Андіберево, присілок  | 329                    | 274                    |
| Нове Байдеряково, присілок | 366                    | 279                    |
| Нові Бікшики, присілок     | 64                     | 48                     |
| Шемалаково, село           | 669                    | 524                    |
| Яманчуріно, присілок       | 671                    | 543                    |